# Begoña del Progreso
Begoña del Progreso är en ort i Mexiko.   Den ligger i kommunen San Miguel de Allende och delstaten Guanajuato, i den centrala delen av landet, 240 km nordväst om huvudstaden Mexico City. Begoña del Progreso ligger 1 910 meter över havet och antalet invånare är 237.
Terrängen runt Begoña del Progreso är huvudsakligen kuperad, men norrut är den platt. Runt Begoña del Progreso är det ganska tätbefolkat, med 134 invånare per kvadratkilometer. Närmaste större samhälle är San Miguel de Allende, 11,2 km nordost om Begoña del Progreso. I omgivningarna runt Begoña del Progreso växer huvudsakligen savannskog.